# Darja Švajger
Darja Švajger Mohorič, slovenska pevka zabavne glasbe, * 1965, Maribor.

## Življenjepis
Svojo kariero je začela pri ansamblu Braneta Klavžarja. V prvi polovici osemdesetih je pri glasbeni skupini Slovenska gruda prepevala slovenske ljudske pesmi. 
Leta 1993 je s pesmijo Naj vidimo ljudi na slovenskem evrovizijskem predizboru EMA osvojila 2. mesto, istega leta je slavila na Melodijah morja in sonca.
Leta 1995 je z balado Prisluhni mi Primoža Peterce in Saše Fajona zmagala na EMI ter se tako uvrstila na Pesem Evrovizije 1995 v Dublin, kjer je veljala za glavno favoritinjo za zmago, na koncu pa zasedla 7. mesto, kar je še danes najboljša uvrstitev Slovenije na Izboru. Pesem je bila izbrana za pesem leta 1995 v Sloveniji, prevedena v številne tuje jezike pa je zasedala visoka mesta na mednarodnih glasbenih lestvicah. 
Leta 1997 je bila na EMI s pesmijo Vsakdanji čudeži druga, leto pozneje pa tretja. Leta 1999 je Darja s pesmijo Še tisoč let zopet slavila na EMI ter nato z angleško različico pesmi For a Thousand Years v Jeruzalemu osvojila 11. mesto. Je edina pevka, ki je Slovenijo na Evroviziji zastopala dvakrat (poleg Ane Soklič), z dvema zmagama, dvema drugima ter tretjim mestom pa velja za najuspešnejšo udeleženko Eme.
Leta 2010 je na Slovenski popevki s pesmijo Otok ljubezni osvojila glavno nagrado po presoji strokovne žirije, prejela pa je tudi nagrado za najboljšo interpretacijo. Na Popevki je ponovno slavila - tokrat po mnenju občinstva - štiri leta pozneje z balado Sončen dan.
Evrovizijsko melodijo je vodila dvakrat, in sicer leta 2002 z Nušo Derenda ter leta 2015 z Nejcem Šmitom, Tinkaro Kovač in Amayo.
Bila je sodnica na EMI 2015, skupaj s Tinkaro Kovač, Majo Keuc in Nejcem Šmitom.
Bila je sodnica na Misiji Evroviziji, kot učiteljica petja pa je sodelovala tudi pri oddaji Znan obraz ima svoj glas.
19. maj 2015 pa je doktorirala na AGRFT, zdaj je docentka in doktorica.
Je profesorica solo petja na AGRFT in poročena z Ivom Mohoričem. Velja za eno najboljših in največkrat nagrajeno slovensko pevko zabavne glasbe.

## Nastopi na glasbenih festivalih

### EMA
- 1993: Naj vidimo ljudi (Primož Peterca, Sašo Fajon - Primož Peterca - Jani Golob) — 2. mesto (98 točk)
- 1995: Prisluhni mi (Primož Peterca, Sašo Fajon - Primož Peterca - Jože Privšek) — 1. mesto (132 točk)
- 1997: Vsakdanji čudeži (Primož Peterca - Primož Peterca - Rok Golob) — 2. mesto (4076 glasov)
- 1998: Ljubezen ne odhaja (Rok Golob - Darja Švajger - Rok Golob) — 6. mesto (3224 glasov)
- 1999: Še tisoč let (Primož Peterca - Primož Peterca - Sašo Fajon) — 1. mesto (64 točk)

### Pesem Evrovizije
- 1995: Prisluhni mi (Primož Peterca, Sašo Fajon - Primož Peterca - Jože Privšek) — 7. mesto (84 točk)
- 1999: For a thousand years (Primož Peterca - Primož Peterca - Sašo Fajon) — 11. mesto (50 točk)

### Melodije morja in sonca
- 1993: Pogrešam te (Sašo Fajon – Primož Peterca – Sašo Fajon) — 1. nagrada slovenske strokovne žirije, 3. nagrada mednarodne strokovne žirije
- 2013: Nekaj, kar ne mine (Marino Legovič - Leon Oblak - Marino Legovič) — 9. mesto (5 točk)

### Slovenska popevka

#### Slovenska popevka
- 1998: Ti si čas ustavil (Rok Golob - Darja Švajger - Rok Golob) — 4. mesto (1.000 glasov)
- 2001: Vedno, ko pogrešam te (Matjaž Vlašič - Urša Vlašič - Lojze Krajnčan) — 4. mesto (2.842 telefonskih glasov)
- 2003: En poljub (Patrik Greblo - Tatjana Ažman - Patrik Greblo) - 7. mesto (1.023 telefonskih glasov)
- 2010: Otok ljubezni (Patrik Greblo - Feri Lainšček - Patrik Greblo) — 7. mesto (705 glasov); velika nagrada strokovne žirije za najboljšo skladbo v celoti, nagrada strokovne žirije za najboljšo interpretacijo
- 2012: Ljubljena (Aleš Klinar - Anja Rupel - Primož Grašič) — 8. mesto
- 2014: Sončen dan (Žiga Pirnat, Andraž Gliha - Žiga Pirnat - Žiga Pirnat) — 1. mesto (1385 glasov)

#### Dnevi slovenske zabavne glasbe
- Popevka 2017: Slutnja (Žiga Pirnat - Žiga Pirnat - Žiga Pirnat)

## Albumi
| Leto       | Album              | Skladbe |
| ---------- | ------------------ | --- |
| 1994       | V objemu noči      | New York, New York; Pogrešam te (Sašo Fajon/Primož Peterca/Sašo Fajon); Sonce si (Primož Peterca/Primož Peterca/Sašo Fajon); Bodi veter (Sašo Fajon/Primož Peterca/Sašo Fajon); On the sunny side of the street; Pravljica (Primož Peterca/Primož Peterca/Sašo Fajon); Blue velvet; Naj vidimo ljudi; Tvoj obraz; Fever; Ob meni; Ta dan, to noč; Power of love; Cabaret |
| 1995       | Prisluhni mi       | Prisluhni mi; Listen to me; Prisluhni mi (instrumentalna verzija) |
| 1998       | Trenutki           | Ti si čas ustavil (Rok Golob - Darja Švajger - Rok Golob); Odpelji me (Rok Golob - Darja Švajger - Rok Golob); Jesenski list (Rok Golob - Primož Peterca - Rok Golob); Čas je slab slikar (Rok Golob - Zoran Predin - Rok Golob); Letim (Rok Golob - Darja Švajger - Rok Golob); Brez sanj sem slepa (Rok Golob - Darja Švajger - Rok Golob); Divja (Rok Golob - Darja Švajger - Rok Golob); Kje je kdo (Rok Golob - Primož Peterca - Rok Golob); Ljubezen ne odhaja (Rok Golob - Darja Švajger - Rok Golob); Darila (Rok Golob - Dušan Velkaverh - Rok Golob); All I ask of you (A. Lloyd Webber - C. Hart - Rok Golob); Caruso (L. Dalla - L. Dalla - Rok Golob); Triumph of life (Rok Golob) (instrumentalna verzija)  |
| 1999       | Še tisoč let       | For a thousand years; Še tisoč let; A wonder every day; The newborn day; Whispering your name; Listen to me; Naj vidimo ljudi; Vsakdanji čudeži; Prisluhni mi |
| 2001       | Plameni            | Do kdaj (Patrik Greblo/Milan Dekleva, Patrik Greblo/Patrik Greblo); Življenje, zdaj ljubim se s teboj (Matjaž Vlašič/Darja Švajger/Boštjan Grabnar, Matjaž Vlašič); Poljubila bom nov dan (Aleš Klinar/Darja Švajger/Aleš Čadež, Aleš Klinar); Vedno, ko pogrešam te (Matjaž Vlašič/Urša Vlašič/Boštjan Grabnar, Lojze Krajnčan, Matjaž Vlašič); Vem, da si (Sašo Fajon/Urška Mravlje Fajon/Sašo Fajon); Rojena v svetlobo (Matjaž Vlašič/Darja Švajger/Boštjan Grabnar, Matjaž Vlašič); Rada živim (Aleš Klinar/Anja Rupel/Aleš Čadež, Aleš Klinar); Poletje v meni (Primož Peterca/Darja Švajger/Sašo Fajon); Še veš (Primož Peterca/Primož Peterca/Sašo Fajon); Plamen ljubezni (Sašo Fajon/Primož Peterca/Sašo Fajon) |
| 2005       | Najlepše uspešnice | Še tisoč let; Prisluhni mi; Ljubezen ne odhaja; Poletje v meni; Ti si čas ustavil; Plamen ljubezni; Vedno, ko pogrešam te; Življenje, zdaj ljubim se s teboj; Poljubila bom nov dan; Rojena v svetlobo; Naj vidimo ljudi; Vsakdanji čudeži; Kot dežna kaplja; V jutru; Jesenski list; Odpelji me; Brez sanj sem slepa; Čas je slab slikar |
| 2008, 2013 | Moji obrazi        | I will wait for you; Prisluhni mi; People; Medley (Tonight; Oh, what a beautiful morning; I could have dance all night); Send in the clowns; Don't cry for me Argentina; Lastovka; Mein Herr; Cabaret; One day I'll fly away; My heart belongs to daddy; If you go away; Yo soy Maria; I feel pretty; New York; Somewhere; My grown-up Christmas list; The Christmas song |

1. ↑  Evrovizijski singel.

## Ostala glasbena dela
- Molitev (Patrik Greblo/Miša Čermak/Patrik Greblo) (2006, 2010)
- November (Sašo Fajon/Desa Muck) (2012)
- Blizu neba (Rok Golob/Feri Lainšček) (2015)

## Videospoti
- 1995: Prisluhni mi
- 1999: Še tisoč let/For a thousand years
- 2014: Sončen dan
- 2015: En svet

## Nagrade

### Zlati petelin
- 1996
  - Pop pevka
  - Pop pesem (Prisluhni mi)
- 2000: Videospot - Še tisoč let (Bila je nominirana, a ni bila prejemnica.)

## Članica komisije/žirije na EMI
- 2009: Ema 09 - članica strokovne izborne komisije, ki je izbrala pesmi za nastop na EMI
- 2011: Ema 2011 - članica strokovne žirije, ki je izbrala pesmi za superfinale EME
- 2012: Misija Ema 2012 - sodnica Misije Evrovizije, ki je skupaj z gledalci izbrala superfinalista
- 2014: Ema 14 - članica žirije, ki je izbrala pesmi za nastop na EMI
- 2015: Ema 15 - članica strokovne izborne komisije, ki je izbrala pesmi za nastop na EMI, članica strokovne žirije, ki je izbrala superfinalista EME